# Bronisław Kulesza (1904–1981)
Bronisław Kazimierz Kulesza (ur. 23 października 1904, zm. 1 lipca 1981) – polski architekt i działacz państwowy, w 1945 wicewojewoda krakowski.

## Życiorys
W 1935 ukończył studia na Wydziale Architektury Politechniki Warszawskiej. Został członkiem Stowarzyszenia Architektów Polskich, w tym wiceprzewodniczącym oddziału w Gdyni. W 1937 wygrał konkurs na projekt budynku Biblioteki Publicznej im. J. Piłsudskiego w Łodzi. Po wojnie od 20 kwietnia 1945 do prawdopodobnie sierpnia 1945 zajmował stanowisko wicewojewody krakowskiego. Następnie powrócił do Warszawy, gdzie został członkiem okręgowego oddziału SARP. W latach 60. był dyrektorem Komitetu Budownictwa, Urbanistyki i Architektury i członkiem Rady Nadzorczej Warszawskiej Spółdzielni Mieszkaniowej.
Odznaczony Krzyżem Oficerskim Orderu Odrodzenia Polski (1964) i Medalem 10-lecia Polski Ludowej  na wniosek Prezesa Komitetu do Spraw Urbanistyki i Architektury (1955).
Pochowany na Cmentarzu Wojskowym na Powązkach w Warszawie.